# Смирненькое
Сми́рненькое — село в Кулундинском районе Алтайского края. Находится в составе Семёновского сельсовета.
Основано в 1909 году.

## Физико-географическая характеристика
Село расположено в пределах Кулундинской равнины, относящейся к Западно-Сибирской равнине.
Расстояние до районного центра села Кулунда — 25 км.
Климат умеренный континентальный.
Часовой пояс
Смирненькое, как и весь Алтайский край, находится в часовой зоне МСК+4. Смещение применяемого времени относительно UTC составляет +7:00.

## Население
| 1997 | 1998 | 1999 | 2000 | 2001 | 2002 | 2003 |
| ---- | ---- | ---- | ---- | ---- | ---- | ---- |
| 361  | ↘354 | ↘350 | ↘346 | ↘337 | ↗342 | ↗351 |
| 2004 | 2005 | 2006 | 2007 | 2008 | 2009 | 2010 |
| ↗363 | ↗368 | ↘345 | ↘330 | →330 | ↘314 | ↗324 |
| 2011 | 2012 | 2013 |      |      |      |      |
| ↗327 | ↘318 | ↘316 |      |      |      |      |